# بغابوخش یکم
بغابوخش یکم  یا به یونانی مگابیز یا مکابیز  نام یکی از بزرگان پارسی بود. وی در سال ۵۲۲ پیش از میلاد، با کمک تعدادی از رؤسای هفت خانوادهٔ بزرگ پارسی با کشتن گئومات مغ که به عنوان بردیا فرزند کوروش بزرگ بر تخت نشسته بود، سلطنت را به داریوش بزرگ و خاندان هخامنشی بازگرداند.

## قیام هفت یار
گئومات غاصب بعد از دست انداختن به تاج و تخت، تمام زنان کمبوجیه را نیز در اختیار گرفت. یکی از این زنان فیدیما، دختر هوتن (اوتانه یا اوتانس) یکی از تواناترین نجبای ایران بود. اولین کسی که پس از هفت ماه فرمانروایی به گئومات ظنین شد که او فرزند کوروش نیست بلکه مرد شیادی است، هوتن بود. او از دختر خود پرس و جو کرد و دخترش نتیجهٔ تحقیق به پدر اطلاع داد.
هوتن یک دستهٔ شش نفره از نجبای پارس را که به آنها اطمینان داشت، در شوش تشکیل داد و با ورود داریوش از پارس تصمیم اتخاد شد که او را نیز در گروه خویش وارد سازند. این هفت تن با هم قسم خوردند که برای دفع غاصب اقدام کنند.
نام این هفت تن از این قرار است:
در کتاب هرودوت و در سنگ‌نوشته بیستون
۱. اتانس /اوتانه
۲. اسپاتینس /اردومنش
۳. گوبریاس /گئوبروو
۴. اینتافرنس /وین دِفرنه 
۵. مگابیز یکم /بغابوخش یکم
۶. هیدارنس /ویدرنه
۷. داریوش (داریوش) 
هرودوت می‌نویسد، در پی کشته شدن گئومات و در طی مذاکره راجع به تعیین نوع حکومت ایران در زمان داریوش بزرگ بغابوخش یا مگابیز پیشنهاد حکومت الیگارشی یا چند تنی را به داریوش داده‌است.

## بغابوخش یکم فرمانده سپاه داریوش در اروپا

نقشهٔ ایران و یونان در زمان سلطنت داریوش بزرگ در سال ۴۹۲ پیش از میلاد. برای بهتر دیدن تصویر، بر روی آن کلیک کنید.

در راه بازگشت داریوش از لشکرکشی به سرزمین سکاها، داریوش سردار نامی پارس بغابوخش را به فرماندهی لشکر اروپائی خود برگماشت. روزی داریوش شاه وقتی مشغول خوردن انار بود همین که یکی را باز کرد، برادرش ارتبان پرسید «از میان همهٔ دارائی خویش چه چیز را آرزو داری که به تعداد دانه‌های آن انار زیاد باشد؟» داریوش پاسخ داد «مگابیز را و افزود داشتن نفراتی چند مانند مگابیز را به استیلا بر سرزمین یونان هم ترجیح می‌دهد.» 
مگابیز وقتی در مقام خود مستقر شد، طوایفی را که در آن حوالی با دولت ایران ضدیت می‌کردند، مطیع ساخت. مگابیز ضمن سرکوبی مخالفان لشکر نیرومندی را نیز به مقصد لیبی فرستاد.
مگابیز بعد از پیروزی در نبرد با پایونی‌ها به آمانتاس پادشاه مقدونیه پیشنهاد کرد که علامت خاک و آب بفرستد. به این تقاضا جواب منفی داده‌نشد، به‌علاوه آمونتاس مجلس شام باشکوهی برای فرماندهان هخامنشی ترتیب داد و در نهایت گشاده‌دستی از آنها پذیرایی کرد.

## نسل نامدار بغابوخوش یکم
| بغابوخش یکم یا مگابیز یکم فرمانده سپاه داریوش بزرگ در اروپا                         |  |  |  |  |  |
|                                                                                     |  |  |  |  |  |
| زوپیر ساتراپ بابل در زمان داریوش بزرگ                                               |  |  |  |  |  |
|                                                                                     |  |  |  |  |  |
| بغابوخش دوم یا مگابیز دوم ساتراپ سوریه و شوهرخواهر اردشیر یکم                       |  |  |  |  |  |
|                                                                                     |  |  |  |  |  |
| زوپیر یا زوپوروس مرجع احتمالی هرودوت وی در زمان پادشاهی اردشیر یکم در آتن اقامت کرد |  |  |  |  |  |

این فرض که هرودوت با دانشمندانی آگاه از اوضاع و احوال ایران ارتباط داشته، ما را به سمت آشنایی هرودوت با زوپیر (زوپوروس) سوق می‌دهد. نتیجهٔ بغابوخش یکم، زوپیر، پس از جلای وطن در شهر آتن رحل اقامت افکند و به احتمال قوی قسمتی از مندرجات تاریخ هرودوت را او در اختیار مؤرخ گذاشته‌است. قرائن حاکی است که هرودوت و زوپیر چند ماه، در آتن باهم بودند.